# يوجين إس. كلارك
يوجين إس. كلارك (بالإنجليزية: Eugene S. Clarke)‏ هو سياسي أمريكي، ولد في 4 أبريل 1956 في غرينفيل في الولايات المتحدة. حزبياً، نشط في الحزب الجمهوري. وقد انتخب عضو مجلس ولاية مسيسيبي.